# Parallelia simillima
Parallelia simillima là một loài bướm đêm trong họ Erebidae.